# Rúnar Már Sigurjónsson
Rúnar Már Sigurjónsson, né le 18 juin 1990 à Sauðárkrókur, est un footballeur international islandais, qui joue au poste de milieu de terrain au FC Voluntari.

## Carrière

### En club

#### Jeunesse
Rúnar a commencé sa carrière dans sa ville natale au Tindastóll avant de passer au HK Kopavogur lorsqu'il déménage dans la région à 17 ans. 

#### Période professionnelle
Après deux saisons avec l'équipe senior au HK, il signe au Valur Reykjavik club professionnel islandais pour la saison 2010 d'Úrvalsdeild. Le 31 janvier 2013, Rúnar signe avec l'équipe néerlandaise du PEC Zwolle club d'Eredivisie sous forme de prêt jusqu'à la fin de la saison 2012-2013, avec une option pour deux saisons supplémentaires. Ayant peu de temps après son arrivée aux Pays-Bas, il se blesse et ne jouera pas jusqu'à la fin de la saison. Fin avril, il revient au Valur,  ayant été autorisé à jouer le 3 mai 2013. Le 6 août 2013,  Rúnar déménage en Suède et signe pour le GIF Sundsvall jusqu'à la fin de 2016. À l'été 2016, il est vendu au club suisse de Super League, le Grasshoppers Zürich pour une somme d'environ 350 000 €. Le 17 juin 2019, Rúnar signe pour Astana après l'expiration de son contrat. Le 8 février 2021, Rúnar s'engage pour l'équipe roumaine du CFR Cluj. Au cours d'une saison et demie, il marquera huit buts en 37 apparitions dans toutes les compétitions et remportera trois trophées nationaux. Le 20 décembre 2022, le FC Voluntari annonce la signature de Rúnar.

### En sélection
Sigurjónsson joua son premier match international le 14 novembre 2012 lors d'une victoire en match amical 2-0 contre Andorre. Il est par la suite sélectionné par l'entraîneur Lars Lagerback pour faire partie des 23 joueurs participant à l'Euro 2016. Lors du tournoi en France, il participe à la compétition avec son équipe nationale, l'aventure s'arrête en quart de finale lorsque l'Islande perd contre l'équipe de France (2-5). 

## Statistiques
| Saison                | Club                    | Championnat           | Championnat | Championnat | Coupe nationale | Coupe nationale | Coupe de la Ligue | Coupe de la Ligue | Islande | Islande | Total | Total |
| Saison                | Club                    | Division              | M.          | B.          | M.              | B.              | M.                | B.                | M.      | B.      | M.    | B.    |
| 2005                  | Tindastóll Sauðárkrókur | 2. deild karla        | 10          | 1           | 1               | 0               | 3                 | 1                 | -       | -       | 14    | 2     |
| 2006                  | Tindastóll Sauðárkrókur | 3. deild karla        | 12          | 4           | 2               | 0               | -                 | -                 | -       | -       | 14    | 4     |
| Sous-total            | Sous-total              | Sous-total            | 22          | 5           | 3               | 0               | 3                 | 1                 | -       | -       | 28    | 6     |
| 2007                  | Ýmir                    | 3. deild karla        | 7           | 1           | 2               | 0               | -                 | -                 | -       | -       | 9     | 1     |
| Sous-total            | Sous-total              | Sous-total            | 7           | 1           | 2               | 0               | -                 | -                 | -       | -       | 9     | 1     |
| 2008                  | HK Kópavogur            | Úrvalsdeild           | 12          | 2           | 1               | 0               | 0                 | 0                 | -       | -       | 13    | 2     |
| 2009                  | HK Kópavogur            | 1. deild karla        | 21          | 4           | 3               | 0               | 6                 | 3                 | -       | -       | 30    | 7     |
| Sous-total            | Sous-total              | Sous-total            | 33          | 6           | 4               | 0               | 6                 | 3                 | -       | -       | 43    | 9     |
| 2010                  | Valur Reykjavik         | Úrvalsdeild           | 20          | 1           | 3               | 1               | 9                 | 1                 | -       | -       | 32    | 3     |
| 2011                  | Valur Reykjavik         | Úrvalsdeild           | 18          | 2           | 1               | 0               | 8                 | 3                 | -       | -       | 27    | 5     |
| 2012                  | Valur Reykjavik         | Úrvalsdeild           | 22          | 7           | 2               | 1               | 7                 | 4                 | 1       | 1       | 32    | 13    |
| Sous-total            | Sous-total              | Sous-total            | 60          | 10          | 6               | 2               | 24                | 8                 | 1       | 1       | 91    | 21    |
| 2012-2013             | PEC Zwolle              | Eredivisie            | 0           | 0           | 0               | 0               | -                 | -                 | -       | -       | 0     | 0     |
| Sous-total            | Sous-total              | Sous-total            | 0           | 0           | 0               | 0               | -                 | -                 | -       | -       | 0     | 0     |
| 2013                  | Valur Reykjavik         | Úrvalsdeild           | 10          | 3           | 1               | 1               | -                 | -                 | -       | -       | 11    | 4     |
| Sous-total            | Sous-total              | Sous-total            | 10          | 3           | 1               | 1               | -                 | -                 | -       | -       | 11    | 4     |
| 2013                  | GIF Sundsvall           | Superettan            | 5           | 0           | 0               | 0               | -                 | -                 | -       | -       | 5     | 0     |
| 2014                  | GIF Sundsvall           | Superettan            | 28          | 2           | 3               | 0               | -                 | -                 | -       | -       | 31    | 2     |
| 2015                  | GIF Sundsvall           | Allsvenskan           | 27          | 4           | 1               | 0               | -                 | -                 | 5       | 0       | 33    | 4     |
| 2016                  | GIF Sundsvall           | Allsvenskan           | 12          | 6           | 2               | 0               | -                 | -                 | 4       | 0       | 18    | 6     |
| Sous-total            | Sous-total              | Sous-total            | 72          | 12          | 6               | 0               | -                 | -                 | 9       | 0       | 87    | 12    |
| Total sur la carrière | Total sur la carrière   | Total sur la carrière | 204         | 37          | 22              | 3               | 33                | 12                | 10      | 1       | 269   | 53    |

## Palmarès
- Coupe de la Ligue islandaise de football 2011